# Palaiargia alcedo
Palaiargia alcedo är en trollsländeart som beskrevs av Maurits Anne Lieftinck 1949. Palaiargia alcedo ingår i släktet Palaiargia och familjen dammflicksländor. Inga underarter finns listade i Catalogue of Life.